# Bolton Equities Black Spoke Pro Cycling
Bolton Equities Black Spoke Pro Cycling war ein neuseeländisches Radsportteam mit Sitz in Auckland.

## Organisation und Geschichte
Das Team wurde 2020 unter Beteiligung des ehemaligen Radrennfahrers David McKenzie gegründet und war von 2020 bis 2022 im Besitz einer Lizenz als UCI Continental Team. Zur Saison 2023 erhielt es als eines von drei neuen Teams eine Lizenz als UCI ProTeam. Nachdem der Hauptsponsor sein Engagement beendete und die Suche nach neuen Sponsoren erfolglos blieb, wurde das Team zum Saisonende 2023 aufgelöst.

## Platzierungen in der UCI-Weltrangliste
| World Ranking | World Ranking | World Ranking          | World Ranking |
| Jahr          | Teamwertung   | Einzelwertung          |               |
| ------------- | ------------- | ---------------------- | ------------- |
| 2020          | 64.           | Aaron Gate (430. )     |               |
| 2021          | 62.           | Aaron Gate (342. )     |               |
| 2022          | 24.           | James Fouché (175. )   |               |
| 2023          | 26.           | George Jackson (215. ) |               |
|               |               |                        |               |
| Quelle: UCI   |               |                        |               |

## Mannschaft 2023
| Teamkader 2023                                   | Teamkader 2023     | Teamkader 2023         | Teamkader 2023                            |
| Name                                             | Geburtsdatum       | Land                   | Vorheriges Team                           |
| ------------------------------------------------ | ------------------ | ---------------------- | ----------------------------------------- |
| Ethan Batt                                       | 20. August 1998    | Neuseeland             |                                           |
| Matthew Bostock                                  | 16. Juli 1997      | Vereinigtes Königreich | WiV SunGod (2022)                         |
| Josh Burnett                                     | 26. Oktober 2000   | Neuseeland             | MitoQ-NZ Cycling Project (2022)           |
| Ryan Christensen                                 | 12. September 1996 | Neuseeland             | Canyon dhb SunGod (2021)                  |
| Logan Currie                                     | 24. Juni 2001      | Neuseeland             | Mysenlan-Baboco-Douterloige (2020)        |
| Mitchel Fitzsimons                               | 9. Januar 2003     | Neuseeland             | Gaverzicht-Be Okay (2021)                 |
| James Fouché                                     | 28. März 1998      | Neuseeland             | Hagens Berman Axeon (2020)                |
| Aaron Gate                                       | 26. November 1990  | Neuseeland             | EvoPro Racing (2019)                      |
| Regan Gough                                      | 6. Oktober 1996    | Neuseeland             | An Post-ChainReaction (2017)              |
| George Jackson                                   | 20. Februar 2000   | Neuseeland             | MitoQ-NZ Cycling Project (2022)           |
| Ollie Jones                                      | 23. April 1996     | Neuseeland             | St George Continental Cycling Team (2022) |
| Josh Kench                                       | 6. Mai 2001        | Neuseeland             |                                           |
| Luke Mudgway                                     | 12. Juni 1996      | Neuseeland             | EvoPro Racing (2019)                      |
| Bailey O'Donnell                                 | 25. September 2000 | Neuseeland             | Global 6 Cycling (2021)                   |
| James Oram                                       | 7. Juni 1993       | Neuseeland             | Mitchelton-BikeExchange (2019)            |
| Jacob Scott                                      | 14. Juni 1995      | Vereinigtes Königreich | WiV SunGod (2022)                         |
| Thomas Sexton                                    | 19. November 1998  | Neuseeland             |                                           |
| Mark Stewart                                     | 25. August 1995    | Vereinigtes Königreich | Ribble Weldtite Pro Cycling (2021)        |
| Rory Townsend                                    | 30. Juni 1995      | Irland                 | WiV SunGod (2022)                         |
| Paul Wright                                      | 3. Februar 1998    | Neuseeland             | MG.K Vis Colors For Peace VPM (2022)      |
| Victor Vercouillie (1. Aug.–31. Dez., Stagiaire) | 3. November 2002   | Belgien                |                                           |
| Keegan Hornblow (1. Aug.–31. Dez., Stagiaire)    | 25. Oktober 2001   | Neuseeland             | Team SmartDry (2022)                      |
| Daniel Gardner (1. Aug.–31. Dez., Stagiaire)     | 6. März 1996       | Vereinigtes Königreich | Tarteletto-Isorex (2020)                  |
|                                                  |                    |                        |                                           |
| Quelle: ProCyclingStats                          |                    |                        |                                           |

## Erfolge als Continental Team (2020–2022)
2022
| Siege    | Siege                                                                       | Siege        | Siege  | Siege                                   | Siege |
| Datum    | Rennen                                                                      | Staat        | Klasse | Sieger                                  |       |
| -------- | --------------------------------------------------------------------------- | ------------ | ------ | --------------------------------------- | ----- |
| 5. Jan.  | New Zealand Cycle Classic, 1. Etappe                                        | Neuseeland   | 2.2    | Bolton Equities Black Spoke Pro Cycling |       |
| 8. Jan.  | New Zealand Cycle Classic, 4. Etappe                                        | Neuseeland   | 2.2    | Mark Stewart                            |       |
| 9. Jan.  | New Zealand Cycle Classic, 5. Etappe                                        | Neuseeland   | 2.2    | Regan Gough                             |       |
| 9. Jan.  | New Zealand Cycle Classic, Gesamtwertung                                    | Neuseeland   | 2.2    | Mark Stewart                            |       |
| 11. Feb. | Neuseeländische Straßen-Radmeisterschaften, Einzelzeitfahren der Männer     | Neuseeland   | CN     | Regan Gough                             |       |
| 11. Feb. | Neuseeländische Straßen-Radmeisterschaften, Einzelzeitfahren der U23-Männer | Neuseeland   | CN     | Logan Currie                            |       |
| 13. Feb. | Neuseeländische Straßen-Radmeisterschaften, Straßenrennen der Männer        | Neuseeland   | CN     | James Fouché                            |       |
| 27. Apr. | Griechenland-Rundfahrt, 1. Etappe                                           | Griechenland | 2.1    | Aaron Gate                              |       |
| 1. Mai   | Griechenland-Rundfahrt, Gesamtwertung                                       | Griechenland | 2.1    | Aaron Gate                              |       |
| 2. Jun.  | Ronde de l’Oise, 1. Etappe                                                  | Frankreich   | 2.2    | James Fouché                            |       |
| 5. Jun.  | Ronde de l’Oise, Gesamtwertung                                              | Frankreich   | 2.2    | James Fouché                            |       |
| 17. Jul. | Großer Radsport Preis von Gemenc, Gesamtwertung                             | Ungarn       | 2.2    | Luke Mudgway                            |       |
| 6. Sep.  | Rumänien-Rundfahrt, Prolog                                                  | Rumänien     | 2.1    | Thomas Sexton                           |       |
| 11. Sep. | Rumänien-Rundfahrt, Gesamtwertung                                           | Rumänien     | 2.1    | Mark Stewart                            |       |
| 15. Sep. | Luxemburg-Rundfahrt, 3. Etappe                                              | Luxemburg    | 2.Pro  | Aaron Gate                              |       |

2021
| Datum        | Rennen                                                       | Kat. | Fahrer           |
| ------------ | ------------------------------------------------------------ | ---- | ---------------- |
| 14. Januar   | zweite Etappe New Zealand Cycle Classic                      | 2.2  | Luke Mudgway     |
| 17. Januar   | fünfte Etappe New Zealand Cycle Classic                      | 2.2  | Campbell Stewart |
| 23. Januar   | Gravel and Tar Classic                                       | 1.2  | Aaron Gate       |
| 12. Februar  | neuseeländische Meisterschaften, Einzelzeitfahren der Männer | NC   | Aaron Gate       |
| 4. September | zweite Etappe A Travers les Hauts de France                  | 2.2  | Campbell Stewart |
| 5. September | dritte Etappe A Travers les Hauts de France                  | 2.2  | Campbell Stewart |

2020
| Datum      | Rennen                                 | Kat. | Fahrer           |
| ---------- | -------------------------------------- | ---- | ---------------- |
| 15. Januar | erste Etappe New Zealand Cycle Classic | 2.2  | Aaron Gate       |
| 25. Januar | Gravel and Tar Classic                 | 1.2  | Hayden Mccormick |